# Thánh ca
Thánh ca là một thể loại ca khúc tôn giáo được sáng tác cho mục đích tôn vinh, chúc tụng (do đó còn gọi là tán ca hay tụng ca) hay nguyện cầu hướng về một thần linh. Thuật từ hymn trong tiếng Anh có nguồn gốc từ tiếng Hy Lạp "ὕμνος "nghĩa là "bài ca chúc tụng", đến từ gốc Proto-Indo-European sh2em- nghĩa là "ca hát", có liên quan đến tiếng Hittite išḫamai "người ấy hát", và tiếng Phạn sāman "bài hát".
Trong số những bài Thánh ca cổ có Great Hymn to the Aten của pharaoh Akhenaten, và Vedas, một hợp tuyển các bài Thánh ca theo truyền thống Ấn giáo. Truyền thống Thánh ca phương Tây khởi đầu với Thánh ca Homer, tuyển tập các bài Thánh ca Hy Lạp cổ, Thánh ca cổ xưa nhất được viết từ thế kỷ thứ 7 TCN, chúc tụng các thần linh trong Thần thoại Hy Lạp.
Ngoài ra Thánh ca còn sử dụng trong Hồi Giáo. Thánh ca còn dùng để ca tụng một vị Thánh nào đó và biểu tượng của Thánh đạo.

## Truyền thống Kitô giáo
Thánh ca Kitô giáo, khởi nguồn cảm hứng từ Thánh Vịnh (Thi thiên) của Vua David, được dùng để chúc tụng và tôn thờ Thiên Chúa. Cũng có nhiều bài Thánh ca được sáng tác để tôn vinh Giêsu.
Thánh ca Kitô giáo thường được viết theo những chủ đề đặc biệt như Lễ Giáng Sinh, Lễ Phục Sinh hoặc Lễ Các Thánh. Những bài Thánh ca khác được sáng tác để chuyển tải các thông điệp của Kinh Thánh hoặc theo ý nghĩa của các Thánh lễ như Tiệc Thánh (Bí tích Thánh Thể) hoặc Thanh Tẩy. Trong Công giáo Rôma, Chính Thống giáo, và nhóm Công giáo Anh thuộc Anh giáo có một số Thánh ca dành cho các Thánh, nhất là Đức Mẹ Maria.
Từ thời kỳ Hội Thánh sơ khai, hát Thánh ca đã thủ giữ vai trò quan trọng trong lễ thờ phượng. Những bài Thánh ca tôn vinh Chúa bởi giáo đoàn hoặc ca đoàn, thường có phần nhạc đệm. Thời xưa, các nhạc cụ phổ biến là đàn harp, đàn lyre và đàn lute được dùng để hỗ trợ khi hát thi thiên hoặc Thánh ca. Ngày nay các loại nhạc cụ này được thế chỗ bởi đàn dương cầm (piano) hoặc phong cầm (organ), ngay cả là các dàn nhạc giao hưởng. Tại nhiều giáo đoàn thuộc Phong trào Tin Lành và Phong trào Ngũ tuần, có cả guitar điện và trống, trong khi một số giáo hội khác như Church of Christ vẫn còn cấm sử dụng các loại nhạc cụ, chỉ được phép hát Thánh ca theo cách a cappella trong lễ thờ phượng.

## Lịch sử
Tôma Aquinô, trong phần dẫn nhập sách chú giải Thi thiên (Thánh Vịnh) của ông, đã định nghĩa Thánh ca Cơ Đốc: "Hymnus est laus Dei cum cantico; canticum autem exultatio mentis de aeternis habita, prorumpens in vocem." (Thánh ca là bài hát tôn vinh Thiên Chúa, trong sự thăng hoa của tâm linh ngụ cư trong chốn vĩnh hằng, bộc phát thành tiếng hát).
Vì không có ký âm, hình thái âm nhạc của các bài Thánh ca cổ là bất định. Đến thời Trung Cổ, những bài Thánh ca hoàn chỉnh phát triển theo dòng nhạc Gregorian chant hoặc hát không nhạc đệm, được đồng ca bởi ca đoàn của các tu viện. Những bài Thánh ca này được sáng tác bằng tiếng Latin, dù có nhiều bài được dịch ra các ngôn ngữ khác.
Cuộc Cải cách Kháng Cách đã kích hoạt phong trào sáng tác và hát Thánh ca trong các giáo đoàn. Martin Luther không chỉ nổi tiếng như là một nhà cải cách mà còn là tác giả nhiều bài Thánh ca như A Mighty Fortress Is Our God (Chúa vốn Bức thành Kiên cố), được yêu thích trong các giáo hội Kháng Cách và được hát ngay cả trong các nhà thờ Công giáo. Luther và các đồng sự thường dùng Thánh ca để chuyển tải các thông điệp tâm linh cho tín hữu. Những người viết Thánh ca Anh ngữ thường lấy cảm hứng từ Kinh Thánh, nhất là từ Thi thiên; về sau nội dung các bài Thánh ca được mở rộng hơn với các dụ ngôn và những thông điệp được chuyển tải bằng phép ẩn dụ. Hợp âm bốn bè trở nên chuẩn mực thế chỗ cho đồng ca.
Những bài Thánh ca của Charles Wesley, em trai của John Wesley, giúp quảng bá nền thần học Giám Lý trên toàn thể cộng đồng Kháng Cách. Charles Wesley phát triển một chủ đề mới – thể hiện những cảm nhận cá nhân trong mối tương giao mật thiết với Thiên Chúa. Ông viết:
Làm sao giãi bày điều diệu kỳ lòng tôi cảm xúc?
Làm sao nói lên nỗi khát khao Nước Trời?
Khi được giải thoát khỏi gông cùm sự chết và xiềng xích tội ô,
Vực khỏi hồ lửa đời đời,
Làm sao xướng ca niềm vui đắc thắng,
Chúc tụng Cứu Chúa tôi.
Những thành quả của Wesley, cùng ảnh hưởng sâu đậm của cuộc Đại Tỉnh thức tại Mỹ giúp hình thành một trường phái âm nhạc mới, Nhạc Phúc âm - một sự bùng nổ với các bài nhạc Thánh sáng tác bởi Fanny Crosby, Ira D. Sankey và những người khác - kiến tạo một loại hình âm nhạc chuyển tải lời chứng về những trải nghiệm tâm linh trong phong trào phục hưng tôn giáo, phát triển mạnh mẽ với những buổi truyền giảng trong nhà lều và các chiến dịch truyền bá phúc âm.
Người Mỹ gốc Phi phát triển một kho tàng Thánh ca phong phú từ những ca khúc tâm linh hình thành từ những ngày tăm tối của kiếp nô lệ cho đến thời kỳ vàng son của nhạc phúc âm da đen.
Sản sinh từ cuộc Phục hưng Giám Lý trong thế kỷ 18 là những bài Thánh ca xứ Wales. Những tên tuổi nổi bật nhất trong số những nhà sáng tác Thánh ca là William Williams Pantycelyn và Ann Griffiths.
Nhiều tín hữu kết hợp nhạc rock với thông điệp Cơ Đốc dẫn đến một số tranh cãi giữa người lớn tuổi và thế hệ trẻ. Tương tự, nhạc pop Cơ Đốc khởi đầu vào cuối thập niên 1960 để trở nên rất thịnh hành suốt trong thập niên 1970 khi những người sáng tác Thánh ca trẻ tuổi thử nghiệm những phong cách mới nhằm cống hiến cho thế hệ của mình một hình thái âm nhạc thích hợp, lại có thể chuyển tải những thông điệp tôn giáo hiện hữu từ ngàn xưa.
Truyền thống âm nhạc Cơ Đốc trải qua nhiều thời đại hình thành một nguồn phong phú các thể loại Thánh ca. Ngày nay trong tuyển tập Thánh ca sử dụng trong nhiều giáo đoàn có các bài Thánh ca truyền thống (để tôn vinh Thiên Chúa), những bài chúc tụng (lấy cảm hứng từ những thông điệp của Kinh Thánh) và nhạc phúc âm (thuật lại những trải nghiệm cá nhân trong mối tương giao với Thiên Chúa).